# 台湾抗日運動
台湾抗日運動（たいわんこうにちうんどう）とは、日本の台湾統治時代に日本や日本人に対して台湾の住民が起こした闘争、事件、運動。
台湾における抗日武装闘争は1915年までに、後の霧社事件を除いてほぼ終息したが、その後は主に日本に留学した台湾人知識人が主体となり、様々な自治要求運動、農民運動、労働運動、社会主義運動といった非武装社会運動が展開された。若林正丈によると、台湾漢族住民の抗日闘争は「台湾民主国」による抗戦から1915年までが前期武装闘争とされ、対して1915年以降の様々な政治・社会運動は後期抗日闘争と位置づけられている。向山寛夫は1901年に至るまでの台湾人側の抗日闘争を台湾側の武力抗日運動とし、一方で西来庵事件鎮圧以降に起きた台湾民族運動を、政党組織や言論によるブルジョワ民族運動とした。また霧社事件などの台湾先住民による反乱は蕃害と呼ばれ、本島人による抗日運動とは区別された。

## 概要

### 武装闘争

#### 日清戦争前から講和条約締結まで
1894年7月1日、清朝は日本が開戦とともに台湾を攻撃することを予防するために台湾の警戒を命じた。さらに7月24日、福建水師総督の楊岐珍と、広東南澳鎮総兵劉永福を台湾に派遣し、楊を幇弁台湾防務に任じた。さらに8月布政使の唐景崧を幇弁台湾防務に、10月には台湾巡撫として台湾防衛にあてた。また清朝は故郷で教師をしていた丘逢甲に義友軍を組織させた。
11月、日清戦争の敗戦が濃厚になるころ日本の台湾領有の意図を察知した両江総督兼南洋大臣張之洞と弟子の唐景崧は、清朝の防衛線維持と日本への割譲を回避する目的のために外国の介入を画策し台湾をイギリスやフランスに貸し出すなど様々な案を練っていた。
1895年1月、日本の勝利が確定的になると清はイギリス、アメリカを仲介として、終戦条約を打診した。日本政府は講和使節として領土割譲についての権限を持つ委任状が必要であるとし李鴻章か恭親王を求めた。二月末には張之洞と唐景崧は台湾割譲反対の上奏を出した。北守南進策のためには台湾の領有化が必要であると考えていた日本は、終戦までに台湾占領の事実を作るために、1895年日清戦争の講和会議が下関で行われているさなか、日本は歩兵一個旅団を澎湖諸島に送り制圧した。清朝も同様の論理で澎湖を制圧された後も台湾の防衛に力を注いだ。
終戦交渉が行われるなか、3月26日澎湖を日本軍が制圧した。李鴻章は30日に終戦条約に調印したが、台湾は休戦区域に含まれなかった。
4月1日、日本全権弁理大臣陸奥宗光から清国全権弁理大臣李経芳に示された講和条約草案には遼東半島、台湾、澎湖諸島の割譲が明示され、4月17日下関条約は締結された。

#### 台湾民主国
同年4月17日に日本と清朝は下関条約を締結し、その際に台湾地域（台湾島と澎湖諸島）が清朝から日本に割譲された。
しかし台湾に住む清朝の役人と中国系移民の一部が清朝の判断に反発して同年5月25日「台湾民主国」を建国、丘逢甲を義勇軍の指揮官とし日本の接収に抵抗した。しかし日本軍が台北への進軍を開始すると、傭兵を主体として組織された台湾民主国軍は間もなく瓦解、台南では劉永福が軍民を指揮、また各地の民衆も義勇軍を組織して抵抗を継続したが、同年6月下旬、日本軍が南下、圧倒的な兵力・武器によって敗退、10月下旬に劉永福が大陸に逃亡し、日本軍が台南を占領したことで台湾民主国は崩壊した。日本側は死傷者5320名（戦死者164名、病死者4642名、負傷者514名）、抵抗した台湾軍民14,000人（『台湾史小事典』）の死者が出たとされる。このとき台湾の民衆は全島的な台湾人というアイデンティティとして戦っていたというよりも、共同の利害関係にあった各地の資産家と農民が郷土を守ろうとしていたのか、既に台湾人アイデンティティの萌芽が内発的に誕生していたのかについては議論が分かれている。台湾の一部の民衆が義勇兵となって抵抗したのは、抗日軍が「日本軍は婦女を暴行し、家屋の中を荒らし、田畑を奪う」と民衆に宣伝（プロパガンダ）してまわっていたため、台湾各地の老若男女が義勇兵となり抵抗したという史料も存在している。

#### 乙未戦争後期
台湾民主国の崩壊後、台湾総督樺山資紀は1895年11月18日に東京の大本営に対し台湾全島の鎮圧を報告、日本による台湾統治が開始された。しかし12月には台湾北部で清朝の郷勇が台湾民主国の延長としての抗日運動を開始した。

#### 抗日運動
桂太郎の台湾総督在任期間は非常に短かったが（1896年6月2日から同年10月14日)、抗日運動対策について、示唆的な訓告を出していた。第一に文化の違いを認めた対策をとること、第二に日本語の普及を図ること、第三に官吏も台湾語の習得を目指すことである。このうち台湾人の日本語教育については9月に国語学校規則を発布した。また抗日軍に対し帰順することを認めるようにした。第三代総督の乃木希典（1896年10月14日から1898年2月26日）は役人の綱紀粛正を図ったが、あまりにも汚職が進行していたために十分な抗日運動対策がとれなかった。
桂・乃木時代は特に抗日運動が激しく、欧米への売却論が出るほどであった。前述の無差別殺害に加え、下関条約の第5条によって台湾人は1897年5月8日の去就選択日までのあいだに国籍選択の権利が認められていたのに対して、1896年9月の台湾鉱業規則の運用解釈において、その日まで台湾人は無国籍と扱われたために、台湾人鉱山業者は放逐させられそれらが抗日運動に流れ込んだ。軍や憲兵による弾圧もまた、一般人を抗日運動と結びつけた。桂・乃木時代に憲兵は2000人から3400人に増員されたが有効ではなかった。
この時期の最大の武装蜂起は1896年の雲林地方のものである。乙未戦争において義勇軍を率いていた人々総勢千余人が、大平頂の柯鉄という緑林の徒のもとに集まり、抗日軍は6月13日に台湾守備混成第二旅団のいる斗六に攻撃し、支庁前の日本人商店を襲った。16日日本軍は斗六へ一連隊を派遣した。雲林支庁長の松村雄之進はこれらを指揮して大平頂に攻め入り、「雲林管下に良民なしと称し、順良なる村落を指定して土匪なりと断言してこれを焚焼せしめ」たので、22日までに日本軍の無差別報復によって4295戸の民家が焼き払われ、無数の住民が殺戮された。このことはかえって住民を抗日軍の側に追いやり、また各地に蜂起の連鎖を引き起こし、日本軍は北斗と大莆林で敗北した。7月3日には彰化以南より大莆林まで日本人のいない状態となった。ようやく日本軍が勢力を回復したのは7月18日である。この事件は国際的に報道され日本軍の綱紀が問題となり、松村は懲戒免官位階勲等剥奪の処分が下された。また天皇・皇后より3000円、総督府より2万余円の救済金が雲林支庁に支給され、また雲林の3595戸に平均5円の見舞金が支給された。
事態の収拾にあたった民政局内務部長・古荘嘉門は、当時の日本人は台湾人に対して「言論に行為に猥に彼を軽蔑し甚だしきに至りては言語不通のため事理に通ぜずと為し、或いは罵詈し鞭撻し又は各種の約束を破り或いは家宅に侵入する等」などがあったとして、警察に以下のことを通達した。
1. 物品の使用には相等の代金を支払うこと
2. 台湾人を叱責や鞭打ちをせず、とくに地方の名望家には敬意を払うこと
3. 台湾語を習得すること
4. 風俗習慣を尊重すべきこと
5. 日本人商人の横暴や詐欺を防止すること
6. 台湾人婦女に猥雑行為を行うのを防止すること
7. 土匪だけでなく日本人の犯罪にも留意すること

許世楷（1972）は、この通達が必要な事態こそが台湾人に普遍的な不満をもたらしたのだとしている。
総督府が台中の鎮圧に力を入れているとき、台南温水渓地方において頑強な抵抗を続けていた黄国鎮の勢力が、嘉義地方に勢力を伸ばした。その他抗日勢力が一定の力を持ったのは、十八重渓地方の阮振、蕃仔山地方の陳発・蔡愛、鳳山地方の林小猫らであった。後藤新平が貴族院で「水滸伝の活劇」と指摘したように、清朝復帰の意図はなく、共同して日本軍を攻めることもせず各地方での勢力を競う傾向にあった。
第四代総督児玉源太郎（任期 1898年2月-1906年4月）は、征服するのではなく統治をしにきたのだ、とこれまでの戦時体制をやめ、鎮圧を前面に出した高圧的な統治と、民生政策を充実させる硬軟折衷の政策を実施した。前者の代表的な例が1898年の匪徒刑罰令である。匪徒罪は法令の発令以前に遡って適用され、容易に死刑が行われた。政治犯であっても盗賊（匪賊）として扱うことによって汚名を着せる狙いがあった。しかし樺山が1895年7月に公布実施した「台湾人民軍事犯処分令」が「流言飛語を捏造し、または喧騒呼号し軍隊・軍艦・軍艦・軍用船の静寂を害したるもの」をも死刑にするとしていたものに比べたら緩和されている。
1898年11月総督府は大規模な討伐を開始した。討伐に先立って、抗日軍のであっても民家を焼かないこと、抗日軍参加の嫌疑がある場合地方の有力者に真偽を確認すること、嫌疑者は臨時法院に送ってから断罪することなどが定められたが、「警察沿革誌」によれば民家は焚焼され、戦闘後に憲兵に殺害されたものも多く、禁令は守られなかった。総督府は自ら「其の気呵勢激の間、失宜の処置も亦免れざりしものの如く、久からずして怨声起り地方官を悩殺するに至れり」と描写する様態であった。最も被害のでた阿公店地方の実状を見聞した在留外国人の物議を醸し、イギリス長老教会の牧師ファーガソンが香港デイリーニューズに人道問題として投書するほどであった。この討伐は上記のような問題を起こしながら、首領級を捕捉できず、抗日軍そのものとの戦闘がなく失敗であった。さらに長年対立していた広東系と福建系の抗日勢力を結びつけることとなった。

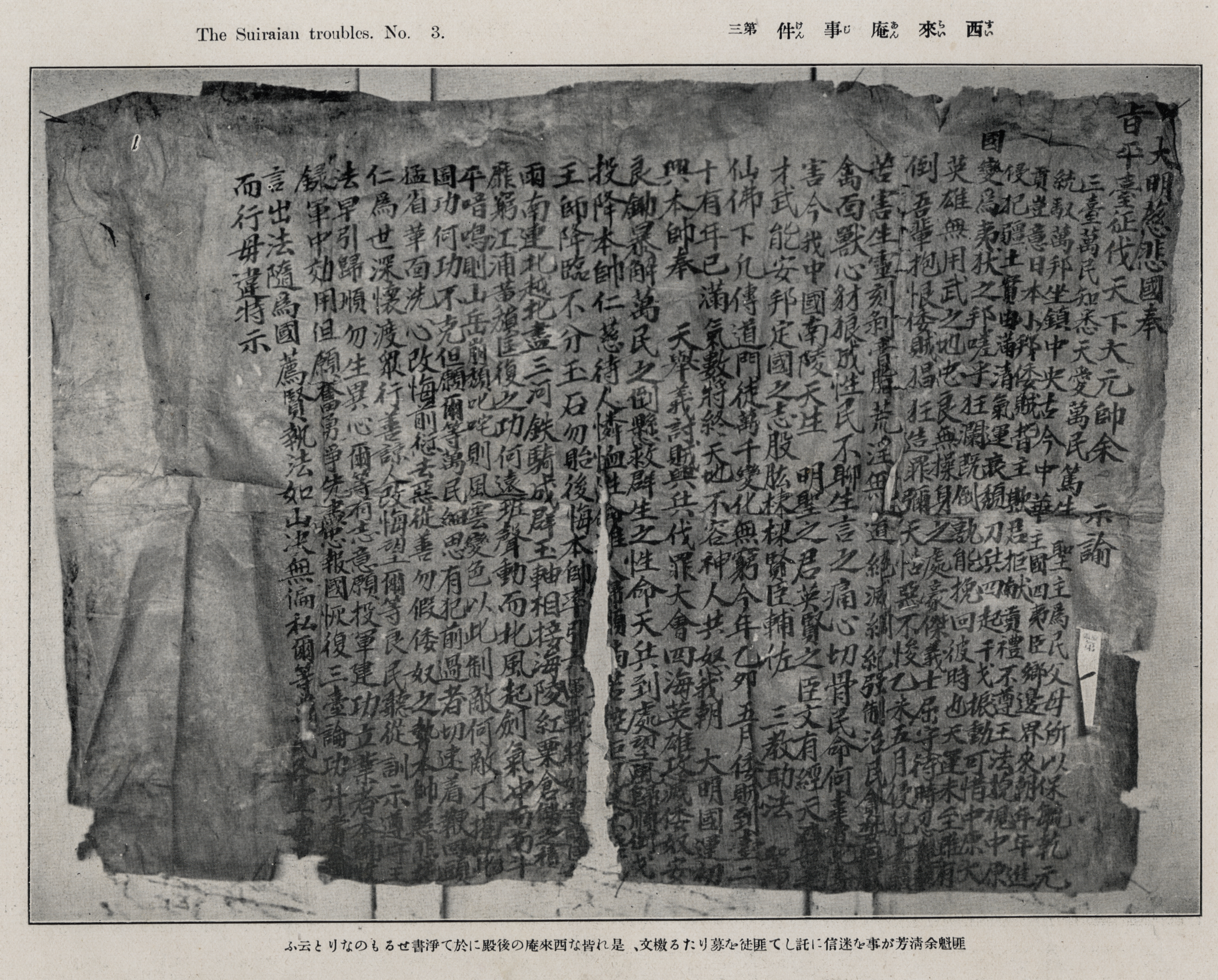
西来庵事件の檄文

各地の勢力はしばしば帰順したが、何度も反旗を翻した。1902年まで漢人による抗日運動は続いたが、民間が所有する武器は没収された。これらの抗日運動で戦死又は逮捕殺害された者は1万人余り（『図解台湾史』）との説もある。しかし抗日運動が静まると台湾の産業は急速に回復し、1905年には国庫の補助を必要としなくなった。保甲制度にならい犯罪者の隣人まで連帯して罰則を課したために一般民衆は抗日活動を傍観するに留まったが、1895年から1902年までのあいだ32000人が日本軍や警察の手によって殺されたという説がある。
一旦は平定された抗日武装運動であるが、1907年に北埔事件が発生すると1915年の西来庵事件までの間に13件の抗日武装運動が発生した。規模としては最後の西来庵事件以外は小規模、または蜂起以前に逮捕されている。そのうち11件は1911年の辛亥革命の後に発生し、そのうち辛亥革命の影響を強く受けた抗日運動もあり、4件の事件では中国に帰属すると宣言している。また自ら皇帝を称するなど台湾王朝の建国を目指したものが6件あった。

#### 霧社事件

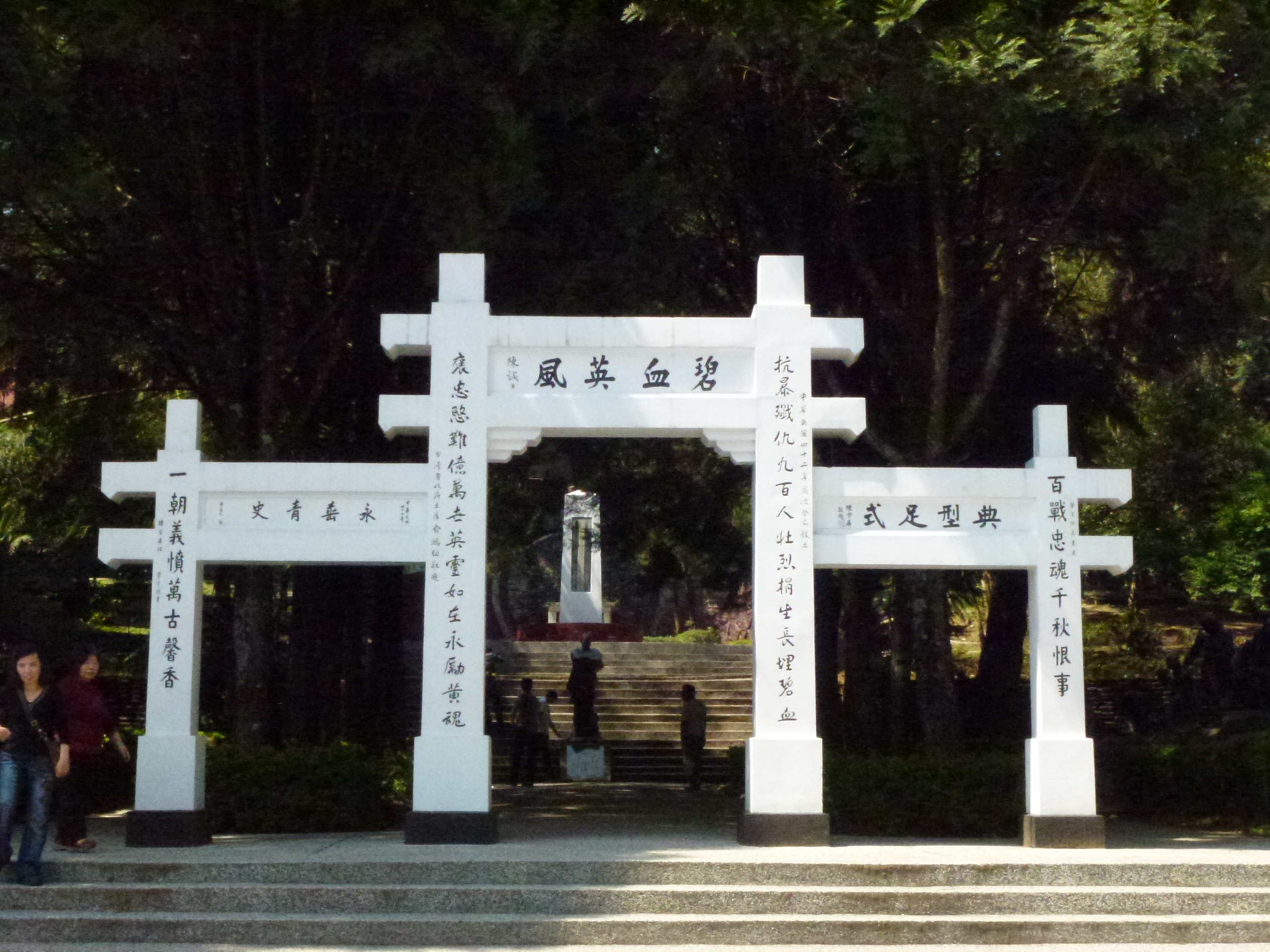
霧社事件紀念公園

後期には抗日暴動事件として霧社事件が発生した。これは1930年10月27日に台中州能高郡霧社（現在の南投県仁愛郷大同村）で、台湾原住民セデック族の頭目モーナ・ルダオが6部落の300余人の族人を率いて、小学校で開催されていた運動会会場に乱入し日本人約140人を殺害した。事件発生後総督府は原住民への討伐を決定、軍隊出動による討伐作戦を2ヶ月にわたって展開し、対立部族の協力も得た鎮圧作戦の結果700人ほどの蜂起原住民が死亡もしくは自殺、500人ほどが投降した。その後最終的に生き残った約300人は別地域に移住させられた。

### 非武装運動
日本の政治学者の若林正丈は、「西来庵事件以降、台湾島人は日本の圧倒的な統治力により武力反抗の選択肢を奪われ、また台湾島人の有力者層は新たに日本から経済的、社会的地位を保証される一方で経済的には日本側への従属を強いられ、政治的権利は極めて限られていたため、台湾島人の中で武力によらない、また日本からの独立を謳わない形での改良主義的な政治・社会運動が展開されることになった」と主張している。台湾人の独立を謳わない政治・社会運動の中心として台湾文化協会などがある。

## 文化

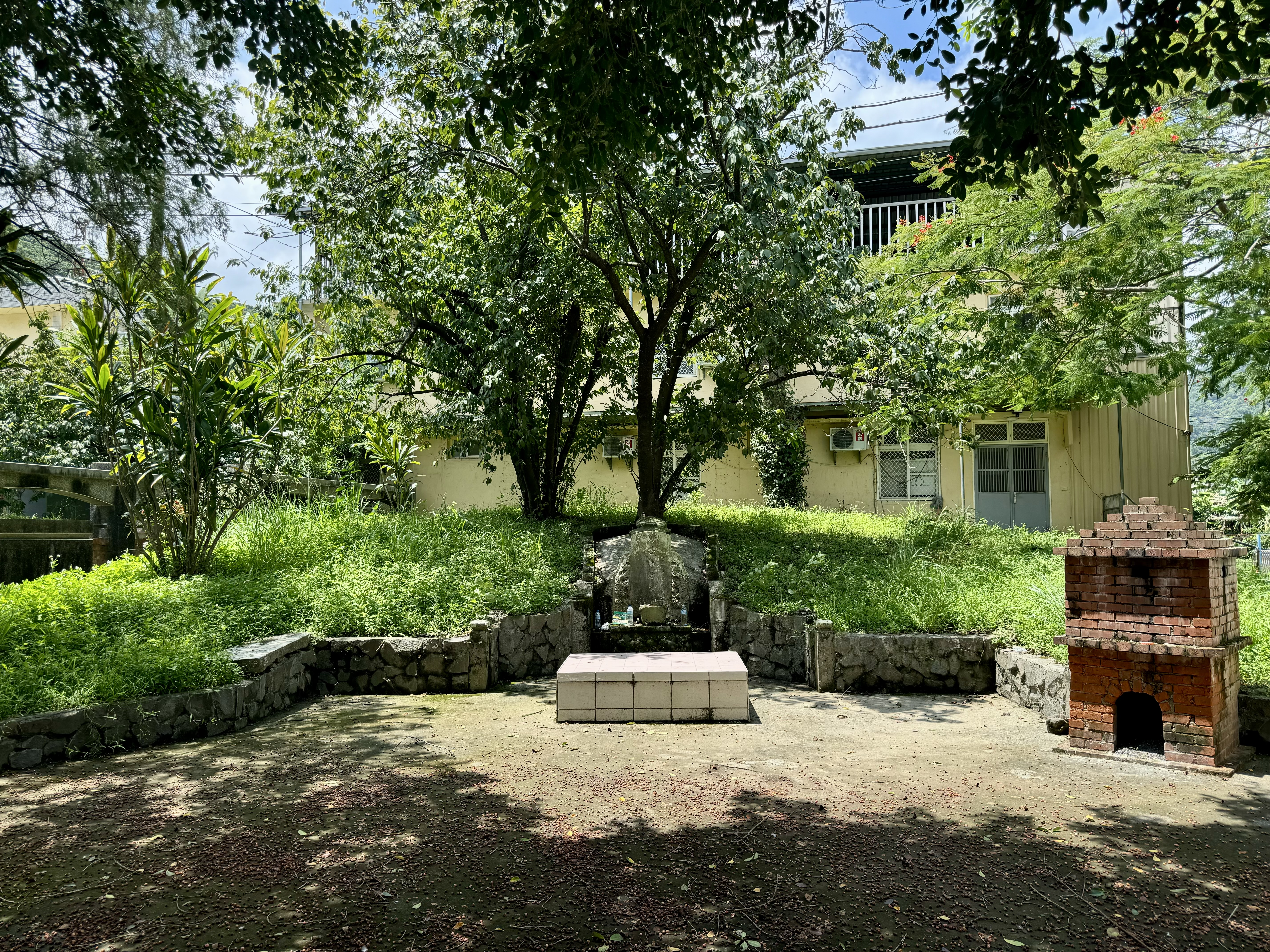
南庄国中万善爺義塚

### 史跡

#### 南庄事件史跡
2022年8月指定された苗栗県にある史跡。入植してきた日本人に不満を持ったサイシャット族が軍事施設を襲撃した抗日運動。帰順式においてサイシャット族39人が日本軍に殺害された。